# Bannière blanche
La bannière blanche ou bannière blanche régulière (chinois : 正白旗 ; pinyin : zhēng bái qí, par opposition à la bannière blanche à bordure) est une des huit bannières divisant les troupes militaires sous la dynastie Qing. Elle se termine en 1911, lors de la révolution Xinhai qui fait tomber la Chine impériale et voit débuter la République de Chine (1912-1949).

## Principales divisions
Elle comprend : 
- La Bannière mandchoue blanche
- La Bannière han blanche
- La Bannière mongole blanche
- La Bannière auxiliaire blanche